# Георгиј Вернадски
Георгиј Владимирович Вернадски (рус. Гео́ргий Влади́мирович Верна́дский, енгл. George Vernadsky, 20. август 1887 — 20. јун 1973. године) био је руски историчар који је од 1927. живео и радио у САД. Вернадски је од 1927. до пензионисања 1956. предавао на Универзитету Јејл. Био је син чувеног руског геолога Владимира Ивановича Вернадског.
Георгиј Вернадски рођен је 1887. у Санкт Петербургу у породици која је припадала највишим круговима руске интелигенције. Дипломирао је 1910. на Московском универзитету, а докторирао је 1917. на Универзитету у родном Санкт Петербургу дисертацијом која се бавила масонеријом у Русији у време царице Катарине II. Током Грађанског рата у Русији, Вернадски је подржавао противнике бољшевика. После неуспеха белогардејаца 1920. напушта Крим и одлази у Истанбул, Атину и, затим, 1922. у Праг.
Вернадски је у Прагу радио на новоствореном Руском правном факултету Карловог универзитета и сарађивао је са другим руским историчарима у имиграцији који су билки окупљени око Кондаковљевог инститита. Ту је Вернадски почео да истражује средњовековну историју руских земаља, византијско-руске односе, односе римокатоличке и православне цркве у средњем веку и татарски утицај на руску историју. Затим, на позив историчара антике Михаила Ростовцева и слависте Франка Голдера 1927. сели се у САД и постаје предавач на Универзитету Јејл. Редовни професор на Јејлу постаје 1946. и на том месту је пензионисан 1956. године. Током периода који је провео у САД био је и предавач на универзитетима Харвард, Колумбија и Чикаго.
Вернадски је већ 1917. успео да публикоје своју докторску дисертацију Русское масонство в царствование Екатерины II (Москва 1917). При крају боравка у Чехословачкој публикује један кратак преглед руске историје Начертание рус. истории (Прага 1927). Прво обимније дело на енглеском језику био је преглед руске историје намењен студентима славистике A History of Russia (New Haven 1929). Заједно са Михаилом Карповичем започео је 1943. рад на Историји Русије у десет томова. Ипак, амбициозно замишљен пројекат није завршен услед Карповичеве смрти 1959. године. Вернадски је 1968. успео да заврши и објави пети том под називом The Tsardom of Moscovy, 1547-1682.

## Дела преведана на српски језик
- (2013) Кијевска Русија